# 다샤바타라

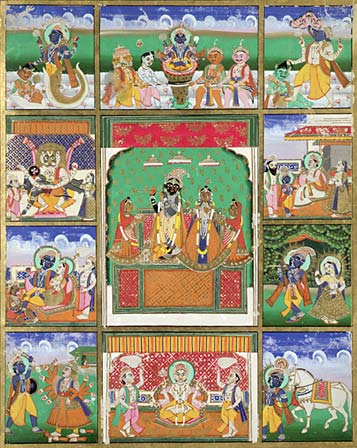
다샤바라타를 묘사한 판화.

다샤바타라는 힌두교의 유지신 비슈누의 주요 아바타라 10명을 말한다.

## 목록
1. 마츠야
2. 쿠르마
3. 바라하
4. 나라심하
5. 바마나
6. 파라수라마
7. 라마찬드라
8. 발라라마와 크리슈나
9. 붓다
10. 칼키